# Aloe bukobana
Aloe bukobana é uma espécie de liliopsida do gênero Aloe, pertencente à família Asphodelaceae.